# Åbo IFK
Åbo IFK, właśc. Åbo Idrottsföreningen Kamraterna – fiński klub piłkarski z siedzibą w Turku.

## Sukcesy
- Mistrz Finlandii (3): 1910, 1920, 1924
- Wicemistrz Finlandii (5): 1911, 1913, 1915, 1916, 1917
- Puchar Finlandii (Suomen Cup): 1965

## Historia
Założony w 1908 roku ÅIFK największe sukcesy odniósł przed II wojną światową. W 1910 klub zdobył pierwszy tytuł mistrza Finlandii, pokonując w finale Lahden Reipas 4:2. Kolejne dwa tytuły mistrzowskie ÅIFK zdobył w 1920 i 1924 – w obu przypadkach pokonując w finale Helsingin Palloseura (za pierwszym razem 2:1, a za drugim 4:3). Ostatnim znaczącym sukcesem klubu było zdobycie Pucharu Finlandii w 1965 roku, co pozwoliło na jedyny występ w europejskich pucharach – w Pucharze Zdobywców Pucharów w sezonie 1966/67. W pierwszej rundzie przeciwnikiem był szwajcarski klub Servette FC. W Genewie drużyna fińska niespodziewanie zremisowała 1:1, jednak w Turku wyżej notowani przeciwnicy wygrali 2:1 i ÅIFK został wyeliminowany.
Z biegiem czasu klub w I lidze spisywał się coraz słabiej, aż w końcu w 1967 ostatecznie spadł z I ligi. Klub dał o sobie jeszcze znać w 2003 roku, docierając do 1/16 finału Pucharu Finlandii, gdzie jednak uległ 1:2 drużynie JäPS Järvenpää.
W 2008 roku klub grał w trzeciej lidze Finlandii.

## Europejskie puchary
Legenda do wszystkich tabel:
- Q – runda eliminacyjna, 1/16, 1/8, 1/4, 1/2 – odpowiednia faza rozgrywek, Grupa – runda grupowa, 1r gr – pierwsza runda grupowa, 2r gr – druga runda grupowa, F – finał, R – runda, PO – play-off
- k. – rzuty karne, los. – losowanie, Dogr. – dogrywka, w. – zasada bramek strzelonych na wyjeździe

| Sezon   | Rozgrywki                 | Runda | Przeciwnik  | Dom | Wyjazd | Ogólnie |
| ------- | ------------------------- | ----- | ----------- | --- | ------ | ------- |
| 1966/67 | Puchar Zdobywców Pucharów | 1R    | Servette FC | 1–2 | 1–1    | 2–3     |